# Menelau
Menelau, na mitologia grega, foi um rei lendário da Lacedemónia (Esparta), irmão mais novo de Agamémnon e filho de Atreu. O rapto da sua mulher (Helena) por Páris (também conhecido como Alexandre), deu origem à Guerra de Troia.
Depois da queda de Troia, recuperou sua esposa.
Conta Homero que Menelau não era dos melhores guerreiros, mas era muito nobre e possuía grandes riquezas. Menelau e Helena tiveram uma filha chamada Hermíone.
Menelau é descrito por Homero como loiro na Ilíada e Odisseia.

## Família
Existem basicamente duas versões sobre quem seriam os pais de Menelau e seu irmão Agamemnon, que poderiam ser filhos de Atreu com Aérope ou então netos destes.
Atreu foi rei de Micenas, filho de Pélops e de Hipodâmia, neto de Tântalo, irmão gémeo de Tiestes e pai ou avô de Agamémnon e Menelau.
Existem variantes quem seria o pai de Agamemnon e Menelau:
- em Pseudo-Apolodoro, Agamemnon e Menelau são filhos de Plístene e Aérope, filha de Catreu.[7]
- em Hesíodo e Ésquilo, citados por Tzetzes, poeta e gramático bizantino, Plístene era filho de Atreu e Aérope, e Agamemnon, Menelau e Anaxíbia eram filhos de Plístene com Cléola, filha de Dias.[8]
- em Díctis de Creta, chamar Agamemnon e Menelau de filhos de Plístene, e não de filhos de Atreu, foi uma forma de ofendê-los.[9]

Árvore genealógica baseada em João Tzetzes, acrescentando a paternidade de Atreu e Dias:
|       |       |       |       |           |           |           |           |           |           | Pélope   |          |        |        |         |         |         |         |         |         |  |  |        |        |        |        |          |          |          |          |          |          |  |  |  |  |  |  |  |  |  |  |  |  |  |  |
|       |       |       |       |           |           |           |           |           |           |          |          |        |        |         |         |         |         |         |         |  |  |        |        |        |        |          |          |          |          |          |          |  |  |  |  |  |  |  |  |  |  |  |  |  |  |
|       |       |       |       |           |           |           |           |           |           |          |          |        |        |         |         |         |         |         |         |  |  |        |        |        |        |          |          |          |          |          |          |  |  |  |  |  |  |  |  |  |  |  |  |  |  |
|       |       |       |       |           |           |           |           |           |           |          |          |        |        |         |         |         |         |         |         |  |  |        |        |        |        |          |          |          |          |          |          |  |  |  |  |  |  |  |  |  |  |  |  |  |  |
| Atreu | Atreu | Atreu | Atreu | Atreu     | Atreu     |           |           |           |           |          |          | Aérope | Aérope | Aérope  | Aérope  | Aérope  | Aérope  |         |         |  |  | Dias   | Dias   | Dias   | Dias   | Dias     | Dias     |          |          |          |          |  |  |  |  |  |  |  |  |  |  |  |  |  |  |
| Atreu | Atreu | Atreu | Atreu | Atreu     | Atreu     |           |           |           |           |          |          | Aérope | Aérope | Aérope  | Aérope  | Aérope  | Aérope  |         |         |  |  | Dias   | Dias   | Dias   | Dias   | Dias     | Dias     |          |          |          |          |  |  |  |  |  |  |  |  |  |  |  |  |  |  |
|       |       |       |       |           |           |           |           |           |           |          |          |        |        |         |         |         |         |         |         |  |  |        |        |        |        |          |          |          |          |          |          |  |  |  |  |  |  |  |  |  |  |  |  |  |  |
|       |       |       |       |           |           | Plístene  | Plístene  | Plístene  | Plístene  | Plístene | Plístene |        |        |         |         |         |         |         |         |  |  | Cléola | Cléola | Cléola | Cléola | Cléola   | Cléola   |          |          |          |          |  |  |  |  |  |  |  |  |  |  |  |  |  |  |
|       |       |       |       |           |           | Plístene  | Plístene  | Plístene  | Plístene  | Plístene | Plístene |        |        |         |         |         |         |         |         |  |  | Cléola | Cléola | Cléola | Cléola | Cléola   | Cléola   |          |          |          |          |  |  |  |  |  |  |  |  |  |  |  |  |  |  |
|       |       |       |       |           |           |           |           |           |           |          |          |        |        |         |         |         |         |         |         |  |  |        |        |        |        |          |          |          |          |          |          |  |  |  |  |  |  |  |  |  |  |  |  |  |  |
|       |       |       |       |           |           |           |           |           |           |          |          |        |        |         |         |         |         |         |         |  |  |        |        |        |        |          |          |          |          |          |          |  |  |  |  |  |  |  |  |  |  |  |  |  |  |
|       |       |       |       |           |           |           |           |           |           |          |          |        |        |         |         |         |         |         |         |  |  |        |        |        |        |          |          |          |          |          |          |  |  |  |  |  |  |  |  |  |  |  |  |  |  |
|       |       |       |       | Agamemnon | Agamemnon | Agamemnon | Agamemnon | Agamemnon | Agamemnon |          |          |        |        | Menelau | Menelau | Menelau | Menelau | Menelau | Menelau |  |  |        |        |        |        | Anaxíbia | Anaxíbia | Anaxíbia | Anaxíbia | Anaxíbia | Anaxíbia |  |  |  |  |  |  |  |  |  |  |  |  |  |  |

## Casamento com Helena
Helena, filha de Zeus e Leda, esposa de Tíndaro, tinha vários pretendentes. Odisseu sugeriu que todos os pretendentes jurassem defender o escolhido de qualquer mal que fosse feito contra ele; só então Tíndaro escolheu Menelau para casar com Helena, e fez Icário, seu irmão, casar Penélope, filha de Icário, com Odisseu.

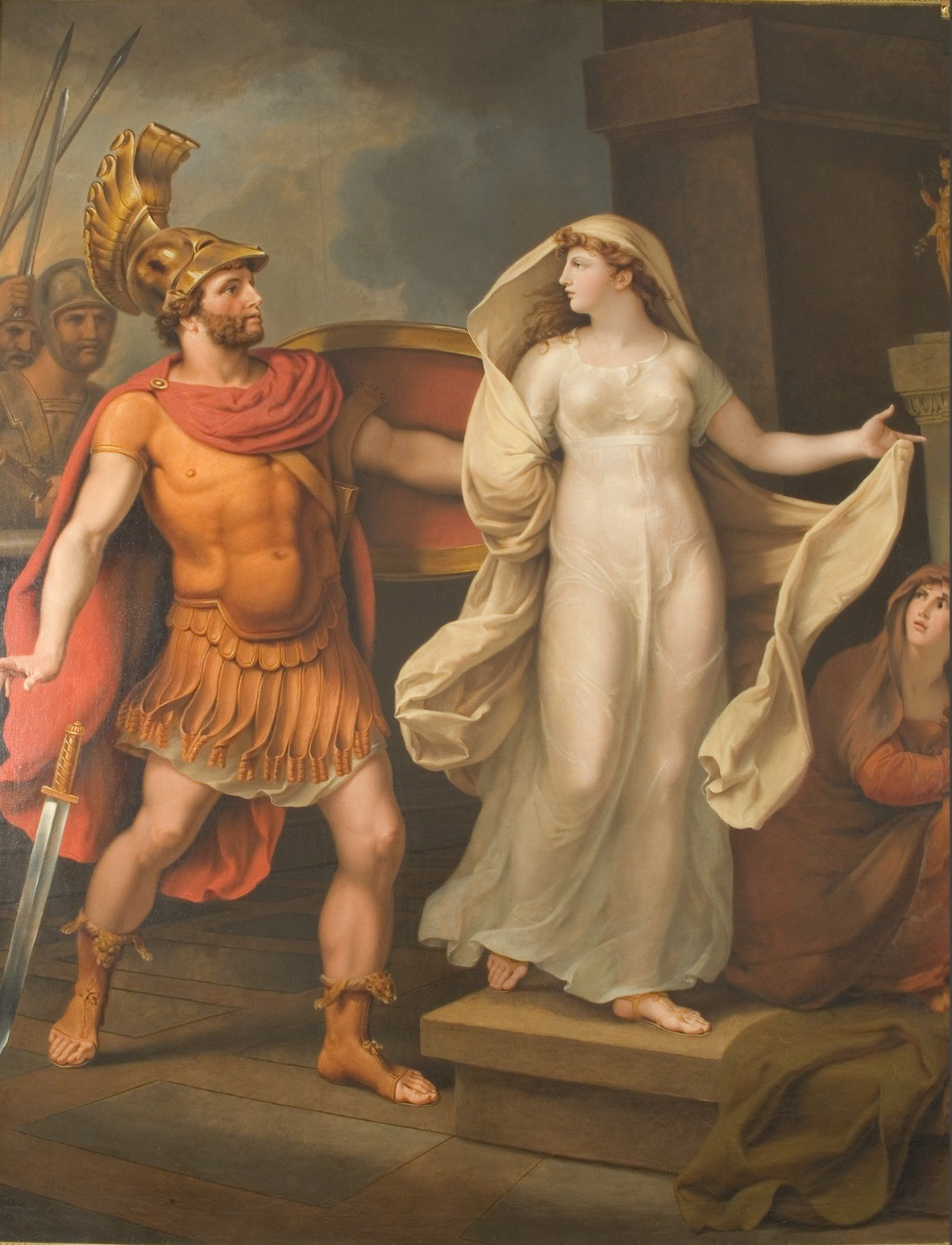
Helena e Menelau- de Goethe Tischbein

Menelau e Helena tiveram uma filha, Hermíone.

## Rapto de Helena
Em uma confraternização entre espartanos e troianos, Helena fugiu com Páris para Troia o que originou toda a Guerra de Troia, quando isso aconteceu Hermíone tinha apenas nove anos de idade.

## Filhos bastardos
Menelau teve dois filhos, Nicostrato e Megapente, com uma escrava. De acordo com um fragmento de Hesíodo, Nicóstrato era filho de Helena e Menelau, ou filho de Ares. Em Pseudo-Apolodoro, Nicóstrato é, segundo alguns, filho de Helena e Menelau, e Megapente é filho de uma escrava etólia chamada Pieris ou, segundo Acusilau, filho de Tereis; outro filho de Menelau, segundo Eumelus, foi Xenodamus, filho da ninfa Cnossia.

## Captura de Troia
Após a captura de Troia, Menelau se vingou de Dêifobo, que havia tomado Helena por esposa após a morte de Alexandre; Dêifobo foi torturado até a morte, cortado em pedaços, e teve orelhas, braços, nariz e o resto do corpo cortados.

## Após a Guerra de Troia (segundo Homero)
Após a Guerra de Troia, Menelau recebeu Telêmaco, que estava procurando Odisseu, acompanhado de Pisístrato, filho de Nestor.

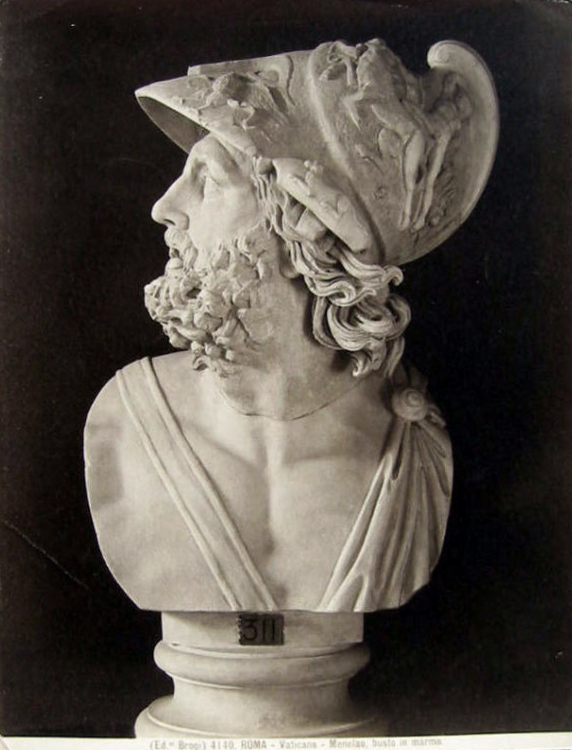
Busto de Menelau, Museu Vaticano

## Após a Guerra de Troia (segundo Díctis de Creta)
Menelau desembarcou em Creta, e lá descobriu a morte de Agamemnon. Em seguida, voltou para Micenas, onde tentou matar Orestes, mas foi impedido pelo povo, que decidiu que Orestes deveria ir para Atenas, onde seria julgado. Em seguida, Idomeneu convidou Orestes e Menelau para Creta, onde Orestes acusou Menelau de tramar contra ele em um momento em que ele estava enfraquecido, mas Idomeneu os reconciliou, e Menelau prometeu Hermíone em casamento a Orestes. Mas Hermíone se casou com Neoptólemo, filho de Aquiles.
Quando Neoptólemo foi a Delfos agradecer pela morte de Alexandre, que havia matado seu pai, Hermíone, preocupada porque Neoptólemo dava mais atenção à sua esposa cativa Andrômaca do que a ela, pediu que Menelau matasse o filho de Andrômaca e Heitor, Laodamante, mas Andrômaca descobriu o plano e fugiu.
Orestes também descobriu estes planos, e quis que Menelau os executasse, porque ele queria matar Neoptólemo, que havia se casado com Hermíone, prometida a ele. Menelau não queria tomar parte no crime, e voltou a Esparta.